# 塔斯通根
塔斯通根（德語：Tastungen）是德国图林根州的市镇，隶属于艾希斯费尔德县。总面积为3.5平方千米，截至2023年12月31日总人口为257人。